# René Cabrera
René Cabrera (Miami, Florida, USA,[forrás?] 1925. október 21. – ?) bolíviai válogatott labdarúgó.
A bolíviai válogatott tagjaként részt vett az 1949-es és az 1953-as Dél-amerikai bajnokságon, illetve az 1950-es világbajnokságon.

## Külső hivatkozások
- René Cabrera – a FIFA adatbázisában

1. ↑  FBref